# Kajetan Putz
Kajetan Putz getauft als Franciscus Josephus Cajetanus Putz (* 1755 in Platten; † 26. Februar 1825 ebenda) war der 31. und letzte k. k. Bergmeister und Berggerichtssubstitut von Platten, Abertham und Gottesgab.

## Leben
Kajetan Putz wurde als Sohn des Blaufarbenwerksbesitzers Joseph Putz (1727–1794) und dessen Ehefrau Maria Anna geb. Hanickl († 1784), der Tochter des Blaufarbenwerksbesitzers von Zwittermühl Kilian Hanickl (1691–1770), in Platten im Erzgebirge geboren. Sein Urgroßvater war der Blaufarbenwerksbesitzer und Bergwerkseigentümer Joseph Putz. Seinen ersten Vornamen Franz erhielt er von seinem Taufpaten, dem Montanunternehmer und kaiserlichen Rat Franz von Heßler (1693–1770), der Ehemann seiner Großtante Barbara Heßler geb. Putz (1695–1747) war.
1782 heiratete er die Tochter des Bergzehntners und Oberamtsverwalters von St. Joachimsthal Johann Nepomuk Mießl (1733–1802). Anfangs als königlicher Berggeschworener und Markscheider in Abertham, Gottesgab, sowie von 1792 bis 1803 in St. Joachimsthal tätig, wurde er 1806 zum 31. und letzten Bergmeister von Platten ernannt, welches Amt er bis zu seinem Tode 1825 ausübte. Das Bergamt wurde 1848 ganz aufgehoben. Als sehr wertvoll erweist sich eine von ihm erstellte Grubenkarte aus dem Jahre 1808, die sich heute im Nationalarchiv in Prag befindet. Als Miterbe seines 1794 verstorbenen Vaters war er Teilhaber an der Putzischen Blaufarbenfabrik in Breitenbach. Die sogenannten Joseph Putz´schen Erben betrieben das Werk bis zu seiner Stilllegung ca. 1870 als Ultramarinfabrik.

## Familie
Kajetan Putz heiratete in erster Ehe 1782 Barbara Mießl (* 1763 in St. Joachimsthal) und in zweiter Ehe Maria Anna Mayer (* in Schlaggenwald). Aus den Ehen sind folgende Kinder bekannt:
- Totgeborenes Mädchen (*/† 1783 in Abertham)
- Johanna (* 1785 in Abertham)
- Johann Nep. Maria Karl Joseph Eugen (* 8. September 1790 in Gottesgab)
- Karl Fortunat (* 1. Juni 1792 in St. Joachimsthal); Amts- und Gerichtsaktuar sowie Hofbesitzer zu Winarz[7]
- Maria Theresia Willibalda (* 7. Jul 1794 in St. Joachimsthal)
- Johann Franz Prokop (* 19. Januar 1797 in St. Joachimsthal)
- Maria Emerentiana Barbara (* 30. November 1799 in St. Joachimsthal)
- Maria Agnes Emerentiana Olivia Ludovica Agnes (* 19. August 1801 in St. Joachimsthal; † 1888)
- Joseph Augustin Johann Nepomuk (* 6. Jul 1803 in St. Joachimsthal)
- Maria Anna; ⚭ 1827 in Platten Anton Kerl, bürgerlicher Schneidermeister